# Otto Penzig
Albert Julius Otto Penzig, auch Albertus Giulio Ottone Penzig (* 25. März 1856 in Samitz, Provinz Schlesien, heute Zamienice, Ortsteil von Chojnów; † 6. März 1929 in Genua) war ein deutsch-italienischer Botaniker und Lexikograf.
Sein botanisches Autorenkürzel lautet „Penz.“

## Leben und Werk
Otto Penzig studierte in Breslau und Karlsruhe. Aus gesundheitlichen Gründen ging er an die französische und italienische Riviera, blieb nach seiner Heilung in Italien und forschte an den Universitäten Pavia und Padua (vornehmlich in der Mykologie). 1882 erlangte er die italienische Staatsbürgerschaft, habilitierte sich und besetzte ab 1886 ein Leben lang den Lehrstuhl für Botanik der Universität Genua, verbrachte allerdings die Weltkriegszeit auf den Besitzungen seiner Frau in Breno, Valcamonica.
Penzig war jahrzehntelanger Herausgeber der Fachzeitschrift Malpighia. Rassegna mensuale di botanica. Er arbeitete mit dem ihm befreundeten Thomas Hanbury zusammen und unternahm Forschungsreisen nach Abessinien, Indonesien und Ceylon. Er wurde am 2. Januar 1894 Mitglied der Leopoldina.
Von 1905 bis 1918 war Penzig Generalsekretär der Italienischen Theosophischen Gesellschaft.
Romanistisch von Bedeutung ist Penzigs umfangreiches Wörterbuch der italienischen volkssprachlichen Pflanzenbezeichnungen unter dem Titel Flora popolare italiana (Pendant zu Wörterbüchern von Eugène Rolland für das Französische und Heinrich Marzell für das Deutsche).

## Schriften (Auswahl)
- Pflanzen-Teratologie systematisch geordnet, 2 Bde., Genua 1890–1894 Erster Band Archive.org, Zweiter Band Archive.org; 3 Bde., Berlin 1921–1922
- Flora popolare italiana. Raccolta dei nomi dialettali delle principali piante indigine e coltivati in Italia. 2 Bände. Genua 1924 (541 und 615 Seiten, Bd. 1: wissenschaftlich-volkssprachlich; Bd. 2: volkssprachlich-wissenschaftlich); Neudrucke Bologna 1972 und 1974 (= Opera botanica. A.5–6).